# Major League Baseball 1906

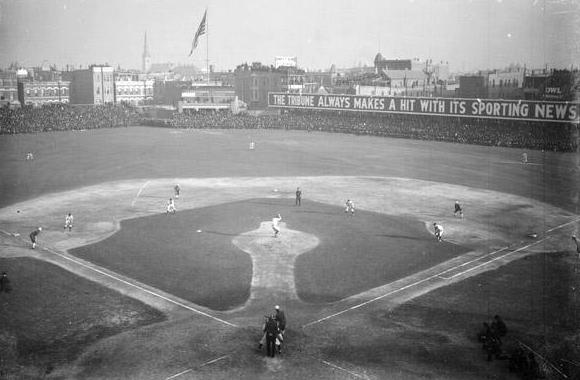
Fotografia di un momento di gioco della terza gara delle World Series 1906.

La stagione 1906 della Major League Baseball (MLB) si è aperta il 12 aprile con quattro incontri della National League: St. Louis Cardinals - Pittsburgh Pirates (1-2); Brooklyn Superbas - Boston Beaneaters (0-2); Cincinnati Reds - Chicago Cubs (2-7) e Philadelphia Phillies - New York Giants (2-3). La stagione regolare è terminata il 7 ottobre.
Le World Series si sono svolte tra il 9 e il 14 ottobre, si sono concluse con la vittoria dei Chicago White Sox per 4 partite a 2 sui Chicago Cubs.

## Regular Season

### American League
| # | Squadra                | Vittorie | Sconfitte | Perc. | Diff. |
| - | ---------------------- | -------- | --------- | ----- | ----- |
| 1 | Chicago White Sox      | 93       | 58        | .616  | -     |
| 2 | New York Highlanders   | 90       | 61        | .596  | 3.0   |
| 3 | Cleveland Naps         | 89       | 64        | .582  | 5.0   |
| 4 | Philadelphia Athletics | 78       | 67        | .538  | 16.0  |
| 5 | St. Louis Browns       | 76       | 73        | .510  | 17.0  |
| 6 | Detroit Tigers         | 71       | 78        | .477  | 21.0  |
| 7 | Washington Senators    | 55       | 95        | .367  | 37.5  |
| 8 | Boston Americans       | 49       | 105       | .318  | 46.5  |

### National League
| # | Squadra               | Vittorie | Sconfitte | Perc. | Diff. |
| - | --------------------- | -------- | --------- | ----- | ----- |
| 1 | Chicago Cubs          | 116      | 36        | .763  | -     |
| 2 | New York Giants       | 96       | 56        | .632  | 20.0  |
| 3 | Pittsburgh Pirates    | 93       | 60        | .608  | 23.5  |
| 4 | Philadelphia Phillies | 71       | 82        | .464  | 45.5  |
| 5 | Brooklyn Superbas     | 66       | 86        | .434  | 50.0  |
| 6 | Cincinnati Reds       | 64       | 87        | .424  | 51.5  |
| 7 | St. Louis Cardinals   | 52       | 98        | .347  | 63.0  |
| 8 | Boston Beaneaters     | 49       | 102       | .325  | 66.5  |

### Record Individuali

#### American League
| Stat. | Giocatore     | Squadra                | Totale |
| ----- | ------------- | ---------------------- | ------ |
| AVG   | George Stone  | St. Louis Browns       | .358   |
| HR    | Harry Davis   | Philadelphia Athletics | 12     |
| RBI   | Harry Davis   | Philadelphia Athletics | 96     |
| R     | Elmer Flick   | Cleveland Naps         | 98     |
| H     | Nap Lajoie    | Cleveland Naps         | 214    |
| SB    | Elmer Flick   | Cleveland Naps         | 39     |
| SB    | John Anderson | Washington Senators    | 39     |

| Stat. | Giocatore    | Squadra                | Totale |
| ----- | ------------ | ---------------------- | ------ |
| W     | Al Orth      | New York Highlanders   | 27     |
| L     | Cy Young     | Boston Americans       | 21     |
| L     | Joe Harris   | Boston Americans       | 21     |
| ERA   | Doc White    | Chicago White Sox      | 1.52   |
| K     | Rube Waddell | Philadelphia Athletics | 196    |
| IP    | Al Orth      | New York Highlanders   | 338 ⅔  |
| SV    | Otto Hess    | Cleveland Naps         | 3      |
| SV    | Chief Bender | Philadelphia Athletics | 3      |

#### National League
| Stat. | Giocatore        | Squadra            | Totale |
| ----- | ---------------- | ------------------ | ------ |
| AVG   | Honus Wagner     | Pittsburgh Pirates | .339   |
| HR    | Tim Jordan       | Brooklyn Superbas  | 12     |
| RBI   | Harry Steinfeldt | Chicago Cubs       | 83     |
| RBI   | Jim Nealon       | Pittsburgh Pirates | 83     |
| R     | Honus Wagner     | Pittsburgh Pirates | 103    |
| R     | Frank Chance     | Chicago Cubs       | 103    |
| H     | Harry Steinfeldt | Chicago Cubs       | 176    |
| SB    | Frank Chance     | Chicago Cubs       | 57     |

| Stat. | Giocatore      | Squadra                           | Totale |
| ----- | -------------- | --------------------------------- | ------ |
| W     | Joe McGinnity  | New York Giants                   | 27     |
| L     | Gus Dorner     | Cincinnati Reds Boston Beaneaters | 26     |
| ERA   | Mordecai Brown | Chicago Cubs                      | 1.04   |
| K     | Fred Beebe     | Chicago Cubs St. Louis Cardinals  | 171    |
| IP    | Irv Young      | Boston Beaneaters                 | 358    |
| SV    | Cecil Ferguson | New York Giants                   | 7      |

## Post Season

### World Series
| Data                                   | Squadra di casa   | Squadra ospite    | Ris.  |
| -------------------------------------- | ----------------- | ----------------- | ----- |
| 09/10                                  | Chicago Cubs      | Chicago White Sox | 1 - 2 |
| 10/10                                  | Chicago White Sox | Chicago Cubs      | 1 - 7 |
| 11/10                                  | Chicago Cubs      | Chicago White Sox | 0 - 3 |
| 12/10                                  | Chicago White Sox | Chicago Cubs      | 0 - 1 |
| 13/10                                  | Chicago Cubs      | Chicago White Sox | 6 - 8 |
| 14/10                                  | Chicago White Sox | Chicago Cubs      | 8 - 3 |
| Chicago White Sox vincono la serie 4-2 |                   |                   |       |

## Campioni
| World Series 1906 Chicago White Sox Primo titolo |